# Lagga distrikt
Lagga distrikt är ett distrikt i Knivsta kommun och Uppsala län. 
Distriktet ligger i norra delen av kommunen.

## Tidigare administrativ tillhörighet
Distriktet inrättades 2016 och utgörs av socknen Lagga i Knivsta kommun.
Området motsvarar den omfattning Lagga församling hade vid årsskiftet 1999/2000.